# Dominique Pinon
Dominique Pinon (nascido em 4 de março de 1955) é um ator francês.
Após estudar na Faculdade de Letras de Poitiers, Dominique Pinon se mudou para Paris e se matriculou na Cours Simon. Estreou no cinema em 1981 com o filme de Jean-Jacques Beineix, Diva.
Em 2011, é o presidente do júri do segundo Festival International du Film fantastique d'Audincourt.
Pinon nasceu em Saumur, na França. Teve papéis nos filmes de Jean-Pierre Jeunet e Jean-Jacques Beineix. No teatro, atuou em peças de Gildas Bourdet, Jorge Lavelli e Valère Novarina. Também já atuou em três filmes britânicos do gênero terror, dirigidos por Johannes Roberts.
Recebeu o prêmio Molière de melhor ator em 2004. Foi condecorado com a Ordem das Artes e das Letras.
Dominique interpretou o rabugento Joseph em O Fabuloso Destino de Amelie Poulain.